# Dajana Jastremska
Dajana Oleksandriwna Jastremska (ukrainisch Даяна Олександрівна Ястремська; * 15. Mai 2000 in Odessa) ist eine ukrainische Tennisspielerin.

## Karriere
Jastremska, die im Alter von fünf Jahren mit dem Tennisspielen begann, erreichte als Juniorin Platz sechs in der Junioren-Tennisweltrangliste und triumphierte 2016 an der Seite von Panna Udvardy beim Doppelwettbewerb der Porto Alegre Junior Championships. Im selben Jahr stand sie an der an Seite ihrer damaligen Landsfrau Anastasia Zarycká (diese wurde später Tschechin) zunächst im Finale des Doppelwettbewerbs der Juniorinnen bei den Australian Open, in dem die beiden jedoch Anna Kalinskaja und Tereza Mihalíková unterlagen. In Wimbledon erreichte sie dann das Endspiel der Juniorinnen-Einzelkonkurrenz, in dem sie sich jedoch Anastassija Potapowa geschlagen geben musste.
Bereits 2015 sammelte Jastremska erste Erfahrungen auf dem ITF Women’s Circuit und gewann 2016 bei einem Turnier der $25.000-Kategorie ihren ersten Profititel. In Taschkent debütierte sie anschließend auf der WTA Tour, nachdem sie von den Veranstaltern eine Wildcard für das Hauptfeld erhalten hatte, verlor jedoch in der Auftaktrunde. 2017 errang sie bei einem Turnier der $60.000-Kategorie ihren bis dahin größten Titel und zog im Anschluss beim $100.000-Turnier in St. Petersburg in das Endspiel ein, in dem sie Belinda Bencic unterlag.
Anfang 2018 trat Jastremska bei den Australian Open erstmals in der Qualifikation zu einem Grand-Slam-Turnier an und schied in der zweiten Runde aus. Im selben Jahr erreichte sie zwei weitere ITF-Finals der $100,000-Kategorie, die sie aber beide verlor. In Cagnes-sur-Mer unterlag sie Rebecca Peterson, während der Turniersieg in Ilkley an Tereza Smitková ging. Ihr dritter Turniererfolg gelang ihr anschließend bei einem Turnier der $60.000-Kategorie, bevor sie in New Haven aus der Qualifikation kommend, gegen Danielle Collins ihren ersten Sieg im Hauptfeld eines WTA-Turniers landen konnte und daraufhin erstmals in die Top 100 der Tennisweltrangliste vorrückte. Bei den darauffolgenden US Open stand sie dann zum ersten Mal im Hauptfeld eines Grand-Slam-Turniers, verlor jedoch zum Auftakt. Dennoch erzielte Jastremska in der Folge ihren Durchbruch auf der WTA Tour, als sie in Hongkong nach einem Sieg im Endspiel über Wang Qiang ihren ersten WTA-Titel errang und in BGL BNP Paribas Luxembourg Open 2018 bis ins Halbfinale vorstieß, in dem sie abermals an Belinda Bencic scheiterte.
2019 knüpfte sie nahtlos an die starken Ergebnisse aus dem Vorjahr an. Nachdem sie bei den Australian Open erstmals die dritte Runde eines Grand-Slam-Turniers erreicht hatte, erreichte Jastremska in Hua Hin, wo sie im Endspiel Ajla Tomljanović bezwang, ihren zweiten Turniersieg auf der WTA Tour, auf den in Straßburg auf Sand nach einem Erfolg im Finale gegen Caroline Garcia der dritte folgte. In Wimbledon kam sie im Anschluss bis ins Achtelfinale, in dem sie gegen Zhang Shuai ausschied. In Toronto sowie bei den US Open zog sie jeweils in die dritte Runde ein, bevor sie im Achtelfinale von Wuhan mit der Weltranglistenzweiten Karolína Plíšková erstmals eine Top-10-Spielerin schlagen konnte und in die Runde der letzten Acht vorrückte, in der sie an Petra Kvitová scheiterte. Aufgrund ihrer Erfolge konnte sich Jastremska erstmals für die WTA Elite Trophy 2019 in Zhuhai qualifizieren, wo sie nach einem Sieg über Donna Vekić und einer Niederlage gegen Kiki Bertens in der Gruppenphase ausschied. Trotzdem beendete sie das Jahr 2019 erstmals unter den besten 30 im Ranking und wurde für die Auszeichnung als WTA Newcomer of the Year nominiert.

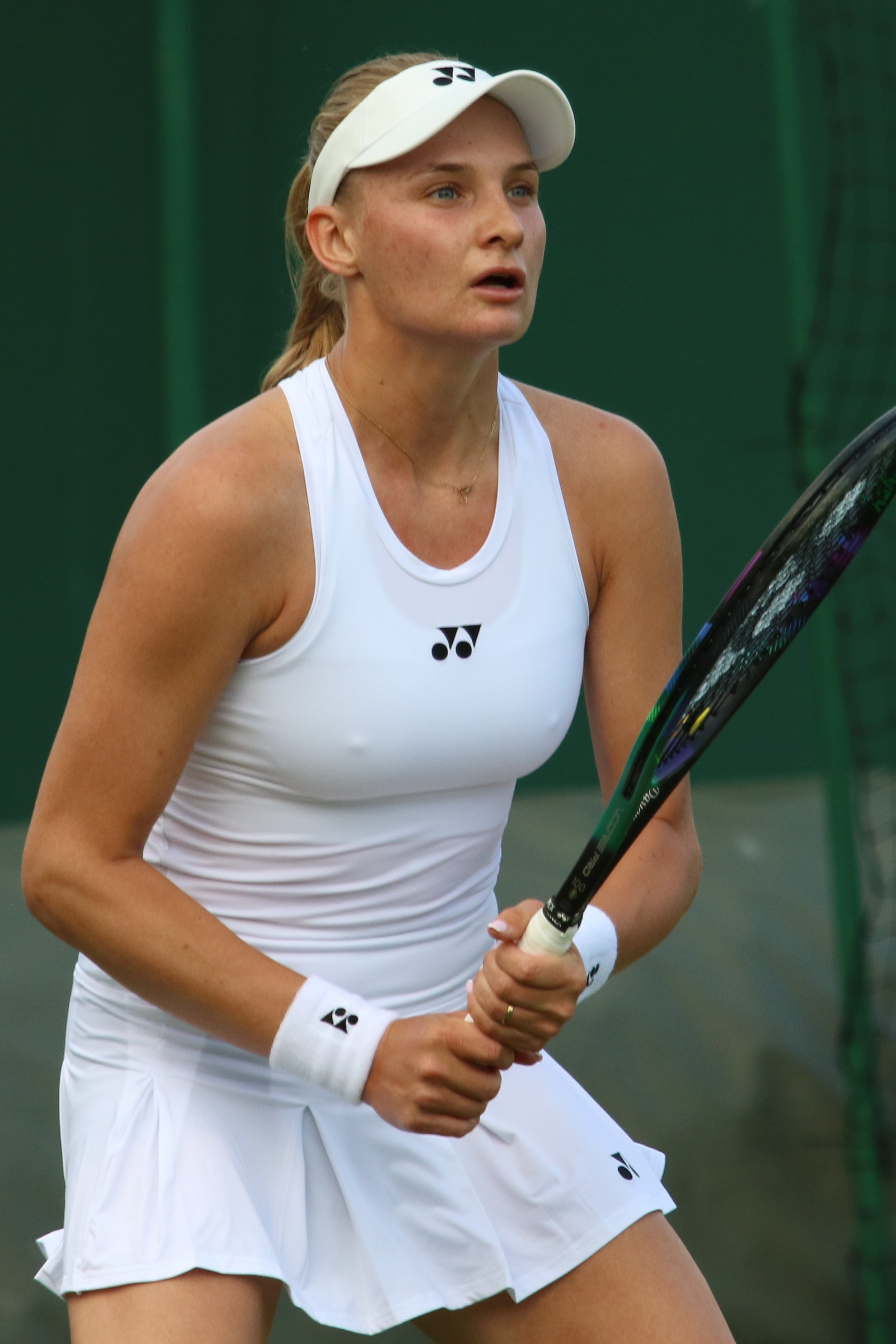
Dajana Jastremska (2023)

Zum Auftakt der Saison 2020 stieß Jastremska in Adelaide nach einem Sieg über Aryna Sabalenka in ihr erstes Endspiel bei einem Turnier der Premier-Kategorie vor, musste sich dort aber der Weltranglistenführenden Ashleigh Barty geschlagen geben. In der Folgewoche erzielte sie mit Platz 21 ihre bislang höchste Weltranglistenposition. Vor dem coronabedingten Saisonabbruch konnte sie in der zweiten Runde von Doha gegen die Australian-Open-Siegerin Sofia Kenin ihren zweiten Top-10-Sieg verbuchen, bevor sie im Achtelfinale gegen Garbiñe Muguruza verlor. Am 24. November 2020 wurde bei Jastremska ein routinemäßiger Dopingtest durchgeführt, der positiv ausfiel; in ihrem Blut wurde die Substanz Mesterolon nachgewiesen. Am 7. Januar 2021 wurde sie von der ITF vorübergehend suspendiert. Da ihr weder Vorsatz, noch Nachlässigkeit nachgewiesen werden konnte, wurde die Sperre im Juni 2021 mit sofortiger Wirkung aufgehoben.
Ihr Comeback auf der WTA Tour nach der insgesamt halbjährigen Zwangspause gab Jastremska einen Monat später in Hamburg, wo sie auf Anhieb das Halbfinale erreichte. Bei ihrer ersten Teilnahme an Olympischen Sommerspielen in Tokio scheiterte sie in der ersten Runde des Einzelwettbewerbs an Leylah Fernandez. Auch im Doppel, bei dem sie zusammen mit Elina Switolina an den Start ging, folgte das Aus nach einer Niederlage gegen Alizé Cornet und Fiona Ferro bereits zum Auftakt des Turniers. In der Folgezeit tat sich Jastremska schwer, an ihre Ergebnisse vor der vorläufigen Sperre heranzukommen und fiel zwischenzeitlich aus den besten 100 der Tennisweltrangliste heraus. Erst beim Premier-Turnier von Dubai Anfang 2022, konnte sie wieder auf sich aufmerksam machen, nachdem sie als Qualifikantin mit Barbora Krejčíková zum dritten Mal eine Top-10-Spielerin schlagen konnte, und ins Viertelfinale einzog. In Lyon rückte sie anschließend in ihr viertes WTA-Finale vor, musste sich dort aber Zhang Shuai geschlagen geben. Trotzdem gelang ihr damit die Rückkehr unter die Top 100 des Rankings.
2019 gab Jastremska bei der 1:2-Niederlage gegen Schweden ihren Einstand für die ukrainische Fed-Cup-Mannschaft. Seitdem hat sie für ihr Land neun Begegnungen im Einzel sowie eine im Doppel bestritten, von denen sie sieben gewinnen konnte (Einzelbilanz 6:1).

## Turniersiege

### Einzel
| Nr. | Datum             | Turnier             | Kategorie         | Belag     | Finalgegnerin        | Ergebnis       |
| --- | ----------------- | ------------------- | ----------------- | --------- | -------------------- | -------------- |
| 1.  | 6. März 2016      | Campinas            | ITF $25.000       | Sand      | Alizé Lim            | 6:4, 6:4       |
| 2.  | 3. September 2017 | Dunakeszi           | ITF $60.000       | Sand      | Katarina Sawazka     | 6:0, 6:1       |
| 3.  | 8. Juli 2018      | Rom                 | ITF $60.000       | Sand      | Anastassija Potapowa | 6:0, 6:1       |
| 4.  | 14. Oktober 2018  | Hongkong            | WTA International | Hartplatz | Wang Qiang           | 6:2, 6:1       |
| 5.  | 3. Februar 2019   | Hua Hin             | WTA International | Hartplatz | Ajla Tomljanović     | 6:2, 2:6, 7:6  |
| 6.  | 25. Mai 2019      | Straßburg           | WTA International | Sand      | Caroline Garcia      | 6:4, 5:7, 7:63 |
| 7.  | 12. August 2023   | Grodzisk Mazowiecki | WTA Challenger    | Hartplatz | Greet Minnen         | 2:6, 6:1, 6:3  |

### Doppel
| Nr. | Datum            | Turnier                  | Kategorie   | Belag             | Partnerin            | Finalgegnerinnen                    | Ergebnis |
| --- | ---------------- | ------------------------ | ----------- | ----------------- | -------------------- | ----------------------------------- | -------- |
| 1.  | 25. Februar 2017 | Moskau                   | ITF $25.000 | Hartplatz (Halle) | Wera Lapko           | Bibiane Schoofs Jekaterina Jaschina | 7:5, 6:3 |
| 2.  | 25. März 2017    | Santa Margherita di Pula | ITF $25.000 | Sand              | Olessja Perwuschina  | Tara Moore Conny Perrin             | 6:4, 6:4 |
| 3.  | 29. Juli 2017    | Prag                     | ITF $80.000 | Sand              | Anastassija Potapowa | Mihaela Buzărnescu Alena Fomina     | 6:2, 6:2 |

## Karrierestatistik und Turnierbilanz

### Einzel
Die letzte Aktualisierung erfolgte nach dem WTA-Turnier in Eastbourne 2025.
| Turnier                      | 2015      | 2016      | 2017              | 2018              | 2019              | 2020              | 2021              | 2022              | 2023              | 2024      | 2025      | T / T       | S/N         | Sieg%       |
| ---------------------------- | --------- | --------- | ----------------- | ----------------- | ----------------- | ----------------- | ----------------- | ----------------- | ----------------- | --------- | --------- | ----------- | ----------- | ----------- |
| Australian Open              | –         | –         | –                 | Q2                | 3                 | 2                 | –                 | 1                 | 1                 | HF        | 3         | 0 / 6       | 10:6        | 63 %        |
| French Open                  | –         | –         | –                 | –                 | 1                 | 1                 | –                 | 1                 | 1                 | 3         | 3         | 0 / 6       | 4:6         | 40 %        |
| Wimbledon                    | –         | –         | –                 | Q2                | AF                | n. a.             | –                 | 1                 | Q3                | 3         | 3         | 0 / 4       | 7:4         | 64 %        |
| US Open                      | –         | –         | –                 | 1                 | 3                 | 2                 | 1                 | 1                 | Q3                | 1         |           | 0 / 6       | 3:6         | 33 %        |
| Doha                         | a. K.     | –         | a. K.             | –                 | a. K.             | AF                | a. K.             | –                 | a. K.             | –         | 1         | 0 / 2       | 2:2         | 50 %        |
| Dubai                        | –         | a. K.     | –                 | a. K.             | 1                 | a. K.             | –                 | a. K.             | 2                 | 1         | AF        | 0 / 4       | 3:4         | 43 %        |
| Indian Wells                 | –         | –         | –                 | –                 | 1                 | n. a.             | 2                 | 1                 | 2                 | 2         | 3         | 0 / 6       | 4:6         | 40 %        |
| Miami                        | –         | –         | –                 | –                 | 2                 | n. a.             | –                 | 1                 | Q2                | 3         | 1         | 0 / 4       | 2:4         | 33 %        |
| Madrid                       | –         | –         | –                 | –                 | 1                 | n. a.             | –                 | 2                 | 1                 | 3         | 2         | 0 / 5       | 3:5         | 38 %        |
| Rom                          | –         | –         | –                 | –                 | 1                 | AF                | –                 | –                 | 1                 | 3         | 1         | 0 / 5       | 3:5         | 38 %        |
| Kanada                       | –         | –         | –                 | –                 | AF                | n. a.             | 1                 | –                 | –                 | 1         |           | 0 / 3       | 2:3         | 40 %        |
| Cincinnati                   | –         | –         | –                 | –                 | 2                 | AF                | 2                 | Q1                | –                 | 1         |           | 0 / 4       | 4:4         | 50 %        |
| Peking                       | –         | –         | –                 | 1                 | 2                 | nicht ausgetragen | nicht ausgetragen | nicht ausgetragen | –                 | 2         |           | 0 / 3       | 1:3         | 25 %        |
| Wuhan                        | –         | –         | –                 | –                 | VF                | nicht ausgetragen | nicht ausgetragen | nicht ausgetragen | nicht ausgetragen | 1         |           | 0 / 2       | 3:2         | 60 %        |
| Olympische Spiele            | n. a.     | –         | nicht ausgetragen | nicht ausgetragen | nicht ausgetragen | nicht ausgetragen | 1                 | n. a.             | n. a.             | 2         | n. a.     | 0 / 2       | 1:2         | 33 %        |
| Billie Jean King Cup         | –         | –         | –                 | –                 | K1                | PO                | PO                | PO                | PO                | –         |           | 0 / 4       | 7:2         | 78 %        |
| Statistik                    | Statistik | Statistik | Statistik         | Statistik         | Statistik         | Statistik         | Statistik         | Statistik         | Statistik         | Statistik | Statistik | S/N         | S/N         | Sieg%       |
| Turnierteilnahmen            | 5         | 13        | 16                | 20                | 25                | 13                | 12                | 25                | 30                | 22        | 14        | Gesamt: 195 | Gesamt: 195 | Gesamt: 195 |
| Erreichte Finals             | 0         | 1         | 2                 | 4                 | 2                 | 1                 | 0                 | 1                 | 1                 | 0         | 2         | Gesamt: 14  | Gesamt: 14  | Gesamt: 14  |
| Gewonnene Titel              | 0         | 1         | 1                 | 2                 | 2                 | 0                 | 0                 | 0                 | 1                 | 0         | 0         | Gesamt: 7   | Gesamt: 7   | Gesamt: 7   |
| Hartplatz-Siege/-Niederlagen | 7:4       | 5:5       | 9:5               | 21:10             | 26:15             | 13:9              | 5:11              | 14:17             | 24:17             | 14:14     | 12:8      | 150:115     | 150:115     | 57 %        |
| Sand-Siege/-Niederlagen      | 0:1       | 17:7      | 11:7              | 17:5              | 5:4               | 4:3               | 2:1               | 5:4               | 12:9              | 5:5       | 5:4       | 83:50       | 83:50       | 62 %        |
| Rasen-Siege/-Niederlagen     | 0:0       | 0:0       | 5:3               | 5:4               | 5:3               | 0:0               | 0:0               | 2:4               | 3:3               | 3:3       | 6:2       | 29:22       | 29:22       | 57 %        |
| Gesamt-Siege/-Niederlagen    | 7:5       | 22:12     | 25:15             | 43:19             | 36:22             | 17:12             | 7:12              | 21:25             | 39:29             | 22:22     | 23:14     | 262:187     | 262:187     | 58 %        |
| Sieg%                        | 58 %      | 65 %      | 63 %              | 69 %              | 62 %              | 59 %              | 37 %              | 46 %              | 57 %              | 50 %      | 62 %      | Gesamt:     | Gesamt:     | 58 %        |
| Jahresendposition            | 1103      | 342       | 189               | 60                | 22                | 29                | 97                | 102               | 106               | 33        |           | N/A         | N/A         | N/A         |

Zeichenerklärung: S = Turniersieg; F, HF, VF, AF = Einzug ins Finale / Halbfinale / Viertelfinale / Achtelfinale; 1, 2, 3 = Ausscheiden in der 1. / 2. / 3. Hauptrunde; KF (kleines Finale) = unterlegen im Spiel um Platz drei; RR = Round Robin (Gruppenphase); n. a. = nicht ausgetragen; a. K. = andere Kategorie; PO (Play-off) = Auf- und Abstiegsrunde im Billie Jean King Cup; K1, K2, K3 = Teilnahme in der Kontinentalgruppe I, II, III im Billie Jean King Cup.
Anmerkung: Diese Statistik berücksichtigt alle Ergebnisse im Einzel bei ITF- und WTA-Turnieren. Als Quelle dient die ITF-Seite der Spielerin. Dargestellt sind nur WTA-Turniere der Kategorien Premier Mandatory und Premier 5 (2009–2020) bzw. die WTA-Turniere der Kategorie 1000 (seit 2021).

### Doppel
| Turnier         | 2019 | 2020 | 2021 | 2022 | 2023 | 2024 | 2025 | Karriere |
| --------------- | ---- | ---- | ---- | ---- | ---- | ---- | ---- | -------- |
| Australian Open | 1    | 1    | —    | AF   | —    | —    | —    | AF       |
| French Open     | —    | 1    | —    | —    | —    | 1    | 1    | 1        |
| Wimbledon       | 1    |      | —    | 1    | —    | 1    | 1    | 1        |
| US Open         | 1    | —    | AF   | —    | —    | —    |      | AF       |

### Mixed
| Turnier         | 2021 | 2022 | 2023 | 2024 | Karriere |
| --------------- | ---- | ---- | ---- | ---- | -------- |
| Australian Open | —    | —    | —    | —    | —        |
| French Open     | —    | —    | —    | —    | —        |
| Wimbledon       | —    | —    | —    | 1    | 1        |
| US Open         | HF   | —    | —    | 1    | HF       |